# Strijkmolen B
Strijkmolen B is een tussen 1627 en 1630 gebouwde eikenhouten achtkantige poldermolen. De molen is een zogenaamde grondzeiler. Strijkmolens bemalen geen polders, maar malen het water van de ene boezem naar de andere. Er hebben in totaal 14 strijkmolens gestaan, 6 aan de Molenkade te Oudorp (ook wel de molens van de Zes Wielen genaamd, naar de zes grote wielen waarmee de daar aanwezige overhalen werden bediend), 4 achter Oudorp en 4 bij Rustenburg. Strijkmolen B is een van de vier overgebleven molens aan de Molenkade en maalde het water uit diverse polders naar de Schermerboezem. In 1941 verloren de strijkmolens hun functie doordat de Raaksmaatsboezem gemeengelegd werd met de Schermerboezem. Strijkmolen A werd gedemonteerd met de bedoeling deze in het Nederlands Openluchtmuseum te herbouwen. Tijdens een luchtaanval ging de gedemonteerde molen echter alsnog verloren.
Het gevlucht van Strijkmolen B is Oudhollands. De molen werd in 1884 voorzien van een vijzel. In de jaren 70 van de 20e eeuw is de molen weer draaivaardig gerestaureerd. De binnenkant van Strijkmolen B is verbouwd tot woning.
De molen is eigendom van de Molenstichting Alkmaar e.o.. De molen is te bezichtigen wanneer deze draait.